# Research Unix
Research Unix è un termine che si riferisce alle varie versioni del sistema operativo Unix sviluppate per i computer computer DEC PDP-7, PDP-11, VAX e Interdata 7/32 e 8/32, realizzate dal Bell Labs Computing Sciences Research Center, comunemente conosciuto come Dipartimento 1127.

## Storia

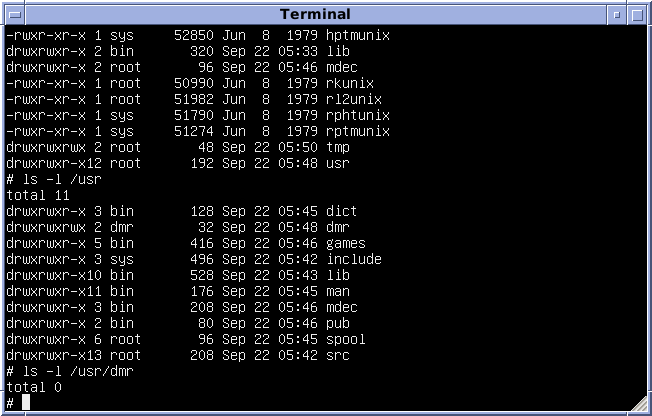
Versione Unix 7 per il PDP-11, eseguito in SIMH

Il termine "Research Unix" è stato introdotto per la prima volta in un articolo pubblicato nel Bell System Technical Journal (Volume 57, Numero 6, Luglio/Agosto 1978). Questa denominazione è stata coniata per distinguere questa iterazione del sistema operativo Unix da altre versioni interne sviluppate nei laboratori Bell Labs, come PWB/UNIX e MERT, che avevano subito modifiche significative rispetto alle prime versioni del Computer Systems Research Group (CSRC). L'uso del termine "Research Unix" è stato inizialmente sporadico, ma ha acquisito maggiore rilevanza a partire dalla versione 8 del sistema, estendendosi successivamente anche alle versioni precedenti. Prima dell'ottava edizione, il sistema era comunemente conosciuto semplicemente come "UNIX" (in maiuscolo) o come "UNIX Time-Sharing System."
La quinta edizione di Unix è stata distribuita da AT&T alle istituzioni educative, mentre la sesta edizione è stata resa disponibile anche per le organizzazioni commerciali. Le istituzioni accademiche dovevano versare una tariffa di 200 dollari, mentre le aziende erano tenute a pagare 20.000 dollari, una cifra significativa destinata a scoraggiare un utilizzo commerciale del sistema.
Nonostante questa differenziazione tariffaria, la sesta edizione si è rivelata essere la versione più diffusa negli anni '80. Per identificare le versioni specifiche di Research Unix, si faceva comunemente riferimento all'edizione del manuale corrispondente, poiché le prime versioni erano state sviluppate in modo organico senza una distribuzione al di fuori dei Bell Labs. Di conseguenza, la prima edizione è considerata la versione iniziale, mentre la decima rappresenta l'edizione finale di Research Unix.
Questi dettagli evidenziano la storia complessa dello sviluppo di Research Unix e il suo ruolo cruciale nell'evoluzione dei moderni sistemi operativi Unix e Unix-like.
Un altro modo comune di indicare la versione è "Unix versione x" (o "Vx"), dove x rappresenta la versione del manuale. Tutte le moderne edizioni di Unix (ad eccezione dei sistemi Unix compatibili come Coherent, Minix e Linux) derivano dalla settima edizione.
A partire dall'ottava edizione, il sistema operativo Research Unix ha mostrato una forte correlazione con BSD, poiché si decise di utilizzare 4.1cBSD come base per questa versione. In un post pubblicato su Usenet nel 2000, Dennis Ritchie descrisse queste ultime versioni di Research Unix come più simili a BSD piuttosto che a System V, il quale includeva anch'esso del codice derivante da BSD. Ritchie osservò:
Questa evoluzione sottolinea l'importanza della collaborazione tra i vari sviluppatori e le influenze reciproche tra i sistemi operativi, contribuendo così alla formazione delle moderne distribuzioni Unix-like.

## Versioni
| Edizione del manuale | Data di rilascio | Descrizione |
| -------------------- | ---------------- | --- |
| Edizione 1           | 3 novembre 1971  | La prima edizione del manuale Unix, pubblicata il 3 novembre 1971, è stata modellata sulla versione del manuale del PDP-11. Questa edizione includeva la Thompson shell, i comandi mail, cp e su. Il sistema operativo era stato sviluppato per due anni, essendo stato portato dal PDP-7 al PDP-11/20 nel 1970 |
| Edizione 2           | 12 giugno 1972   | Nella seconda edizione del manuale Unix, il numero totale di installazioni era di 10, una cifra che fu considerata "più di quello che ci si aspettava" secondo la prefazione al manuale. Questa edizione includeva il comando echo e il primo compilatore C, segnando un passo significativo nell'evoluzione del sistema operativo. |
| Edizione 3           | febbraio 1973    | Sono stati introdotti diversi strumenti e funzionalità significative, tra cui il linguaggio di programmazione C, il concetto di pipeline, detto Unix pipe, per la comunicazione tra processi, il programma Crypt per la crittografia e Yacc, un generatore di parser. I comandi del sistema operativo sono stati organizzati in due directory principali: /bin e /usr/bin, richiedendo all'utente di specificare il percorso dei comandi. In questa configurazione, /usr fungeva anche da punto di montaggio per un secondo disco rigido. Il numero totale di installazioni di questa edizione era di 16.                                                                 |
| Edizione 4           | novembre 1973    | Questa edizione Unix, rappresenta la prima versione scritta in C. In questa edizione sono stati introdotti diversi strumenti, tra cui groups, grep e printf. Il numero totale di installazioni era indicato come "più di 20". Inoltre, il manuale è stato formattato utilizzando troff per la prima volta. Questa versione è stata descritta da Ken Thompson e Dennis Ritchie nella rivista Communications of the ACM, segnando la prima presentazione pubblica del sistema operativo. |
| Edizione 5           | giugno 1974      | Fu ampiamente distribuita alle istituzioni educative. In questa versione furono introdotti comandi fondamentali come find, dd , oltre al concetto di sticky bit. Il sistema operativo era progettato per le macchine PDP-11/40 e altri modelli della serie PDP-11 con indirizzi a 18 bit. Il numero totale di installazioni superava le 50. Questa versione migliora la chiarezza e la coerenza del testo, mantenendo il contenuto originale. |
| Edizione 6           | maggio 1975      | Ha introdotto importanti strumenti come i linguaggi di programmazione ratfor e bc. Questa è stata la prima versione distribuita anche agli utenti commerciali, con la possibilità di portare il sistema su hardware non PDP. Nel maggio 1977, è stata rilasciata una versione ridotta chiamata MINI-UNIX, progettata per macchine a basso costo come il PDP-11/10 |
| Edizione 7           | gennaio 1979     | Furono introdotti strumenti fondamentali come la Bourne shell, cpio, sed, ioctl, awk, f77, spell e stdio. Questa versione incorporò la maggior parte degli strumenti provenienti da PWB/UNIX e presentava un kernel ampiamente modificato, con oltre l'80% di codice nuovo rispetto alla sesta edizione. Nel febbraio 1979, fu progettato un port chiamato 32V per l'hardware DEC VAX; 32V divenne la base per la 4BSD. |
| Edizione 8           | febbraio 1985    | È una versione modificata di4.1cBSD per il VAX, con la shell di System V e i socket sostituiti da STREAMS. Utilizzato esclusivamente e concesso solo per uso educativo. Il terminale Blit divenne l'interfaccia grafica principale. Fu aggiunto un file system di rete che consente l'accesso remoto ai file nel formato /n/hostname/path e una API. È la prima versione priva di codice assembly nella documentazione |
| Edizione 9           | settembre 1986   | In questa edizione venne incorporato il codice sorgente di 4.3BSD ma venne distribuito solo per uso interno all'azienda. Questa versione includeva una generalizzazione degli Streams ICP introdotti nella versione 8. La chiamata al sistema di montaggio fu estesa per supportare lo streaming di un file, collegato a un programma in user level. Questo meccanismo serviva a implementare la connessione di rete nello spazio utente. Altre innovazioni includevano make e il Sam.. Secondo Dennis Ritchie, le versioni V9 e V10 erano "concettuali": sebbene esistessero manuali, non fu mai rilasciata una distribuzione completa e coerente del sistema operativo. |
| Edizione 10          | ottobre 1989     | L'ultimo Research Unix. Nonostante il manuale fosse stato pubblicato al di fuori di AT&T da Saunders College Publishing, non esistevano distribuzioni complete del sistema operativo. Le novità includevano strumenti grafici di typesetting, strumenti per lavorare con troff, un interprete per il linguaggio C, programmi di animazione e molti altri strumenti poi distribuiti in Plan 9, come il tool di build Mk e la shell rc. La versione 10 fu anche la base per il sistema operativo IX di Doug McIlroy e James A. Reeds. |

Le versioni 3, 4 e 5 non dovrebbero essere confuse con UNIX 3.0, UNIX 4.0 e UNIX 5.0 rilasciate da AT&T UNIX Support Group. Dopo la versione 10 lo sviluppo di Unix ai Bell Labs fu interrotto in favore di Plan 9 (che condivide parte del suo spazio utente con V10).